# Burquina Fasso nos Jogos Paralímpicos de Verão de 2016
Burquina Fasso participou dos Jogos Paralímpicos de Verão de 2012, que foram realizados na cidade do Rio de Janeiro, no Brasil, entre os dias 7 e 18 de setembro de 2016.